# Anatolij Tschukanow
Anatolij Oleksijowytsch Tschukanow (ukrainisch Анатолій Олексійович Чуканов, russisch Анатолий Алексеевич Чуканов; * 10. Mai 1954 bei Rostow; † 12. Juni 2021) war ein ukrainischer Radrennfahrer und Olympiasieger im Radsport, der in der Sowjetunion aktiv war.

## Sportliche Laufbahn
Er war Teilnehmer der Olympischen Sommerspiele 1976 in Montreal. Dort wurde er Olympiasieger im Mannschaftszeitfahren mit der Auswahl der Sowjetunion (gemeinsam mit Waleri Tschaplygin, Aavo Pikkuus und Uladsimir Kaminski). Bei den UCI-Straßen-Weltmeisterschaften 1977 gewann er mit seinem Team den Titel im Mannschaftszeitfahren in identischer Besetzung wie zu Olympia. 1976 siegte er auch bei den nationalen Meisterschaften im Mannschaftszeitfahren. Auch den Titel im Einzelzeitfahren konnte er gewinnen. Nach seiner Laufbahn übersiedelte er von Rostow in die Ukraine. 1979 wurde er Zweiter im Grand Prix de l’Humanité 1979 und gewann dort eine Etappe.